# Blancafort (Cher)
Pour les articles homonymes, voir Blancafort.
Blancafort est une commune française située dans le département du Cher, en région Centre-Val de Loire.

## Géographie
Blancafort est située à la limite du Berry et de la Sologne, dans ce que l'on appelle le Pays-Fort, sur la Sauldre.
La commune faisait partie du canton d'Argent-sur-Sauldre ; depuis 2015, à la suite du redécoupage des cantons du département, elle fait partie du canton d'Aubigny-sur-Nère.

### Lieux-dits et écarts
- Launay
- L'Hôpital[Note 1], une ancienne commanderie templière dite du Fresne devenue une commanderie hospitalière appelée le Lieu-Dieu de Fresne et dépendante du grand prieuré d'Auvergne[3]

### Climat
Pour des articles plus généraux, voir Climat du Centre-Val de Loire et Climat du Cher.
En 2010, le climat de la commune est de type climat océanique dégradé des plaines du Centre et du Nord, selon une étude du CNRS s'appuyant sur une série de données couvrant la période 1971-2000. En 2020, Météo-France publie une typologie des climats de la France métropolitaine dans laquelle la commune est exposée à un climat océanique altéré et est dans la région climatique  Centre et contreforts nord du Massif Central, caractérisée par un air sec en été et un bon ensoleillement. 
Pour la période 1971-2000, la température annuelle moyenne est de 10,7 °C, avec une amplitude thermique annuelle de 15,7 °C. Le cumul annuel moyen de précipitations est de 770 mm, avec 11,6 jours de précipitations en janvier et 7,5 jours en juillet. Pour la période 1991-2020, la température moyenne annuelle observée sur la station météorologique la plus proche, située sur la commune d'Aubigny-sur-Nère à 8 km à vol d'oiseau, est de 11,6 °C et le cumul annuel moyen de précipitations est de 789,1 mm,. Pour l'avenir, les paramètres climatiques de la commune estimés pour 2050 selon différents scénarios d'émission de gaz à effet de serre sont consultables sur un site dédié publié par Météo-France en novembre 2022.

## Urbanisme

### Typologie
Au 1er janvier 2024, Blancafort est catégorisée commune rurale à habitat dispersé, selon la nouvelle grille communale de densité à 7 niveaux définie par l'Insee en 2022.
Elle est située hors unité urbaine. Par ailleurs la commune fait partie de l'aire d'attraction d'Aubigny-sur-Nère, dont elle est une commune de la couronne,. Cette aire, qui regroupe 16 communes, est catégorisée dans les aires de moins de 50 000 habitants,.

### Occupation des sols
L'occupation des sols de la commune, telle qu'elle ressort de la base de données européenne d’occupation biophysique des sols Corine Land Cover (CLC), est marquée par l'importance des territoires agricoles (83,2 % en 2018), une proportion sensiblement équivalente à celle de 1990 (84 %). La répartition détaillée en 2018 est la suivante : 
terres arables (55 %), prairies (19,2 %), forêts (15,7 %), zones agricoles hétérogènes (9 %), zones urbanisées (1,1 %).
L'évolution de l’occupation des sols de la commune et de ses infrastructures peut être observée sur les différentes représentations cartographiques du territoire : la carte de Cassini (XVIIIe siècle), la carte d'état-major (1820-1866) et les cartes ou photos aériennes de l'IGN pour la période actuelle (1950 à aujourd'hui).

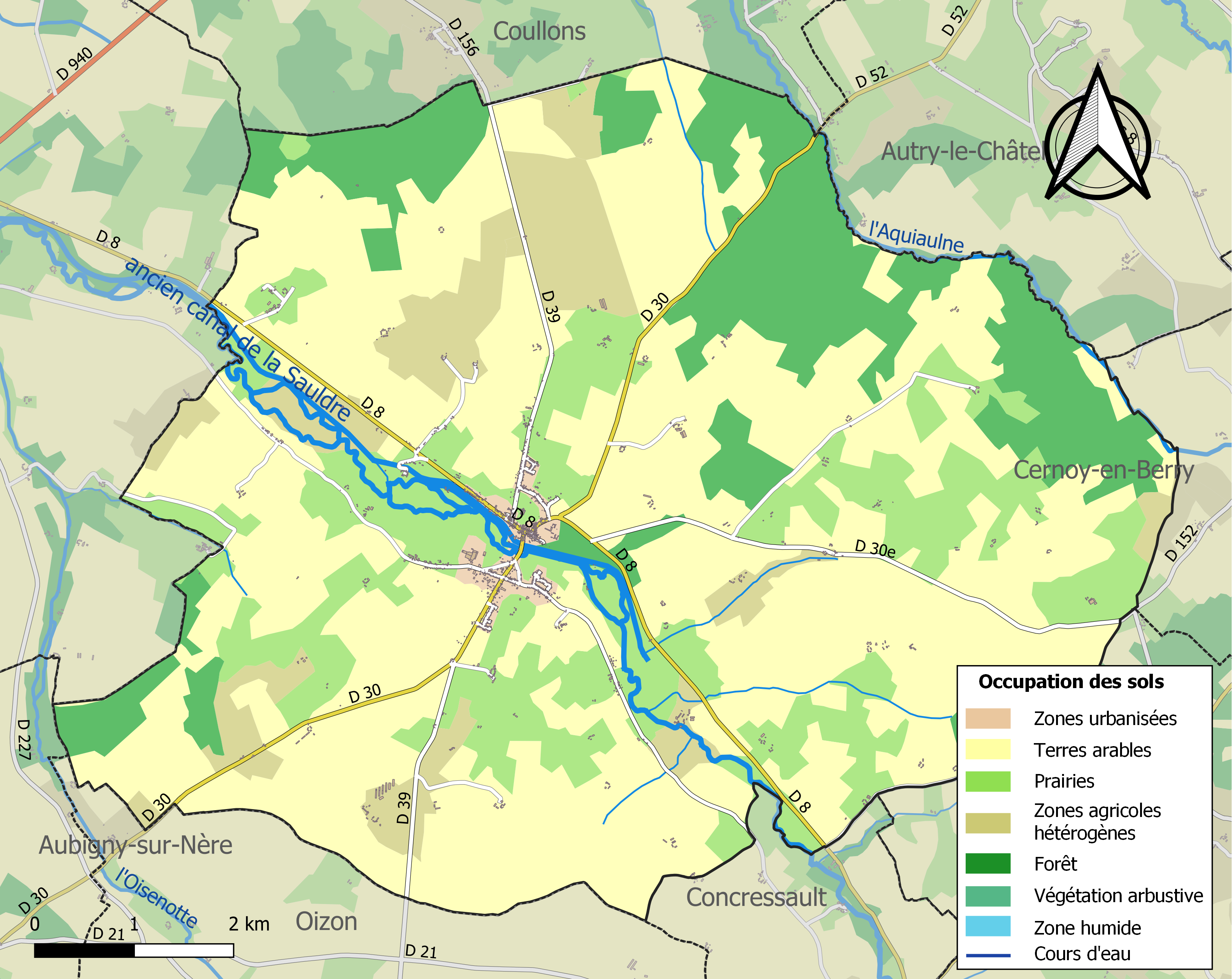
Carte des infrastructures et de l'occupation des sols de la commune en 2018 (CLC).

### Risques majeurs
Le territoire de la commune de Blancafort est vulnérable à différents aléas naturels : météorologiques (tempête, orage, neige, grand froid, canicule ou sécheresse) et séisme (sismicité très faible). Un site publié par le BRGM permet d'évaluer simplement et rapidement les risques d'un bien localisé soit par son adresse soit par le numéro de sa parcelle.

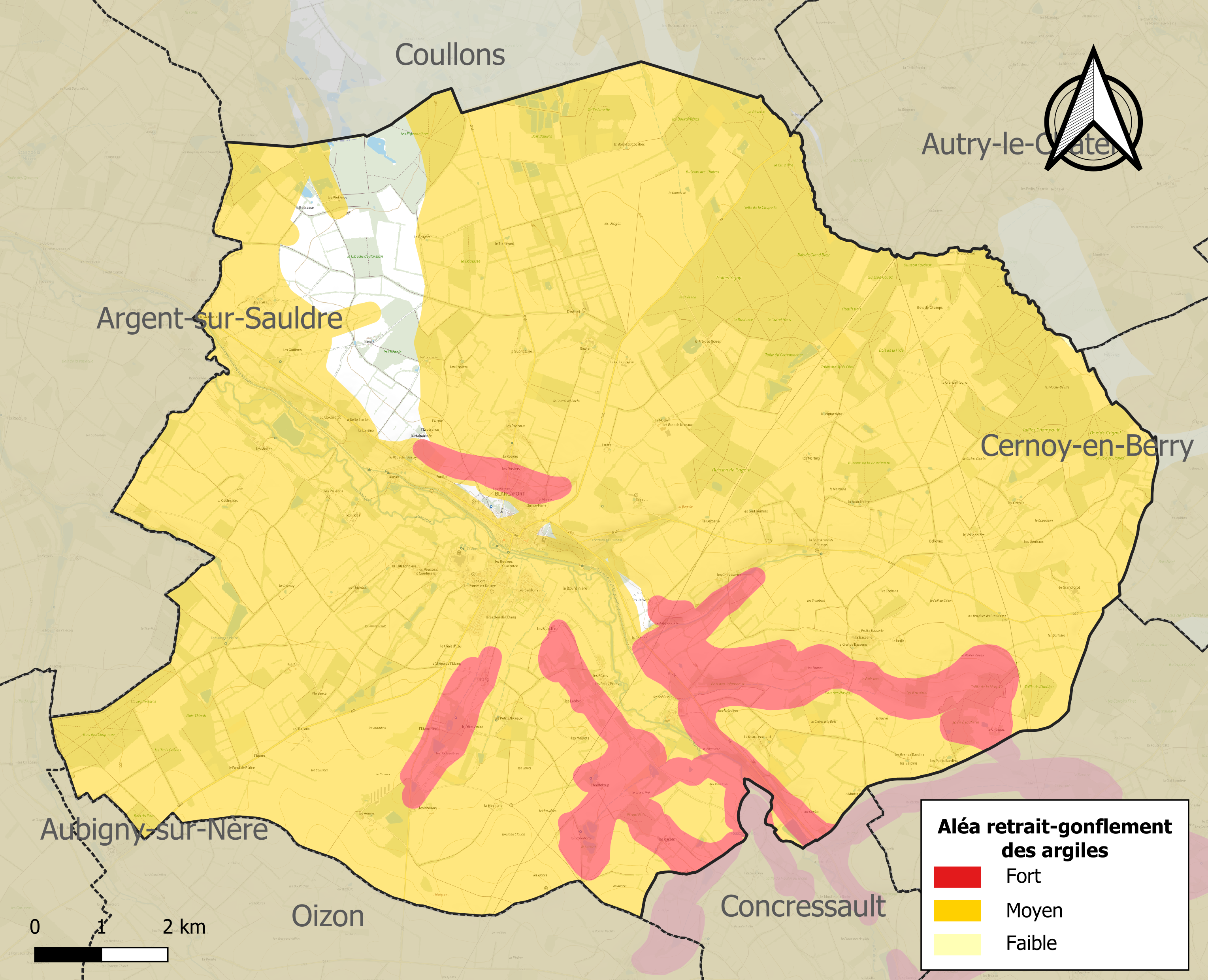
Carte des zones d'aléa retrait-gonflement des sols argileux de Blancafort.

Le retrait-gonflement des sols argileux est susceptible d'engendrer des dommages importants aux bâtiments en cas d’alternance de périodes de sécheresse et de pluie. 95,3 % de la superficie communale est en aléa moyen ou fort (90 % au niveau départemental et 48,5 % au niveau national). Sur les 653 bâtiments dénombrés sur la commune en 2019, 639 sont en aléa moyen ou fort, soit 98 %, à comparer aux 83 % au niveau départemental et 54 % au niveau national. Une cartographie de l'exposition du territoire national au retrait gonflement des sols argileux est disponible sur le site du BRGM,.
Concernant les mouvements de terrains, la commune a été reconnue en état de catastrophe naturelle au titre des dommages causés par la sécheresse en 2006, 2018 et 2019 et par des mouvements de terrain en 1999.

## Histoire
La commune dépendait jadis de l'abbaye de Saint-Satur et de celle de La Charité.

### Les Templiers et les Hospitaliers
La commanderie du Fresne, de l'ordre du Temple y est créée au XIIe siècle. Avec la dévolution des biens de l'ordre du Temple elle revient aux Hospitaliers de l'ordre de Saint-Jean de Jérusalem.

### Le canal de la Sauldre

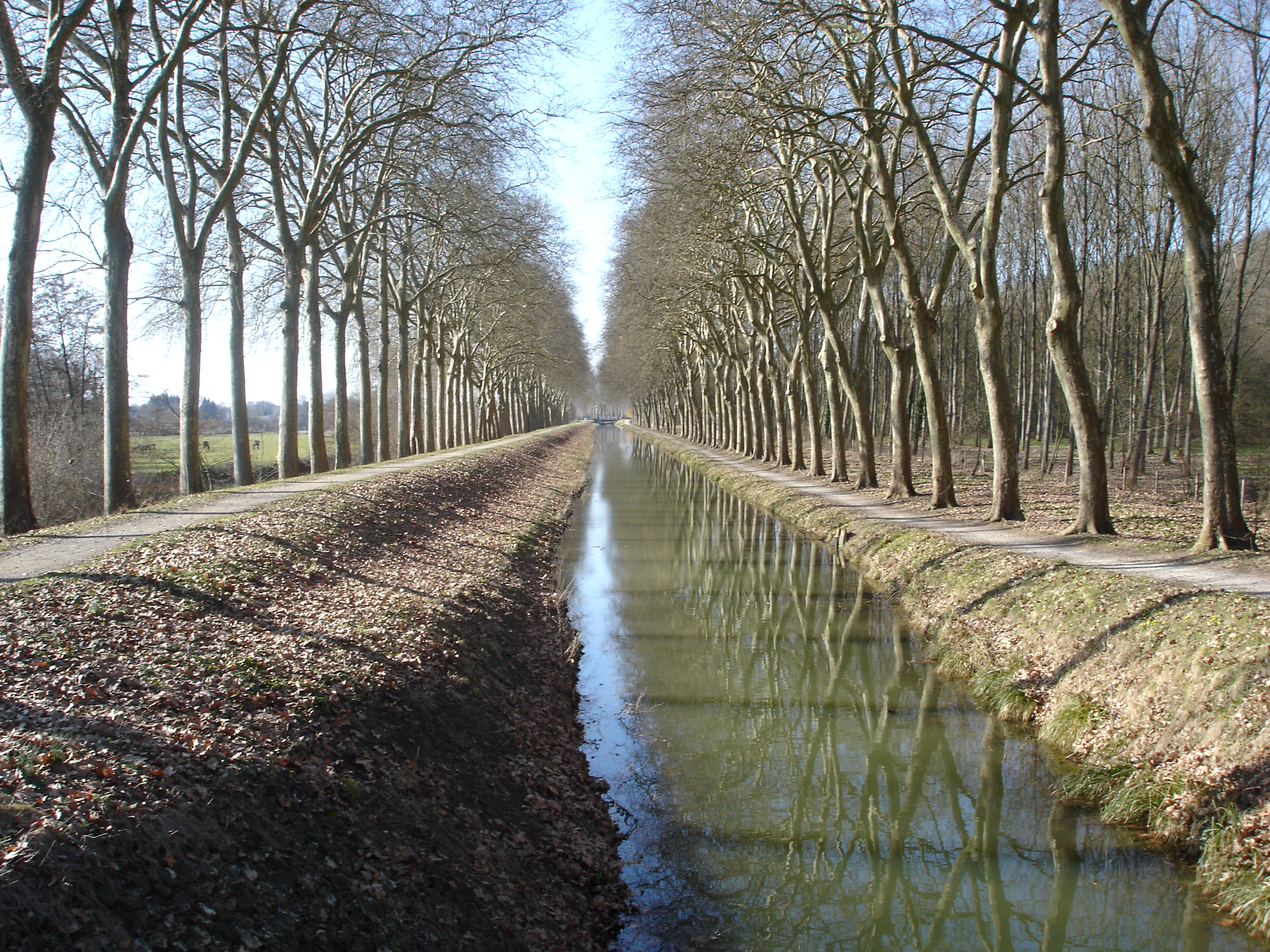
Petit canal de la Sauldre à Blancafort.

L'idée de construire un canal a été évoquée dès le début du XVIe siècle par Léonard de Vinci. Alors qu'il résidait au Clos-Lucé d'Amboise, il avait imaginé un canal à travers la Sologne, et jeté sur le papier quelques esquisses à ce sujet. Mais cette réalisation dépassait les possibilités techniques de l'époque.
En 1786, Autroche proposa lui aussi la construction d'un canal pour vivifier la Sologne centrale tout comme Lavoisier qui en 1787 émit cette idée : « L'insalubrité de la Sologne tient à l'imperméabilité de son sol. Pour résoudre ce problème, il faut construire un canal qui traverserait cette région, et ainsi, permettre un écoulement de l'eau ».
Mais le vrai père du canal de la Sauldre est l'ingénieur et mathématicien Adhémar Barré de Saint-Venant. Lors d'un voyage d'étude en Sologne (1826), il fit une découverte : le marnage. Celui-ci permet l'enrichissement des sols en calcaires puisque la Sologne en est dépourvue. Le canal de la Sauldre pouvait avoir les fonctions suivantes : drainage, irrigation, marnage, transport. Entre juillet 1848 et avril 1849, les crédits alloués permettent de creuser 13 km. Ceux-ci seront malheureusement abandonnés.
Deux mois après la visite du prince-président Louis-Napoléon Bonaparte, le 22 avril 1852, les travaux reprennent, avec pour seul but le transport de la marne de Blancafort à Lamotte-Beuvron. Au total, il mesure près de 47 km de longueur ; sa largeur est de 9,50 m et sa profondeur moyenne de 1,30 m. Il comporte 22 écluses.
En décembre 1926, le canal est désaffecté. Par un décret-loi du Drainage agricole 1er mai 1927, il est décidé de supprimer tout crédit d'entretien. Cependant, jusqu'en 1941, un petit trafic persista (bois, cailloux, marne…).
Dès sa naissance, le canal de la Sauldre semblait condamné, concurrencé tout de suite par la voie ferrée Orléans-Bourges, inaugurée en 1847, puis par les routes agricoles établies sous le Second Empire. Le chaulage et l'emploi des engrais chimiques, plus avantageux et moins coûteux, donnèrent sans doute le coup de grâce.

### Les marnières
En 1869, l'état acquiert les marnières de Launay, qui se situent à Blancafort, et les concède à des exploitants. Après l'extraction de la marne, celle-ci est vendue aux communes de Sologne pour enrichir leurs sols en calcaire.
Sur une période de 16 ans (de 1869 à 1885), les marnières de Launay ont fourni 200 000 m3 de marnes. De 1885 à 1900, époque au cours de laquelle le canal a été prolongé de Launay à l’Hospital, Albert Fernault et son frère ont exploité de nouvelles carrières qu'ils ont acquises, tirant en moyenne 30 000 m3 de marnes par an.
9 bateaux, contenant chacun 50 m3, assurent le transport de la marne. Celle-ci est vendue 1,25 F le m3.
En 1900, les marnières occupent 40 à 50 ouvriers, rémunérés 0,30 F de l'heure. Les bateliers perçoivent 130 à 160 F par mois.

### Lemoulin du Crot
Les archives de la cure de Blancafort (1605) mentionnent le Moulin du Crot. Ce toponyme apparaît sous la forme « Le grand Croc » sur la carte de Cassini.
Le moulin du Crot est une construction datant de 1883 pour la première partie de trois étages, 1887 pour la partie habitation, et 1894 pour la partie garage surmonté d'un étage. Ces dates figurent sur les frontons des bâtiments. Une confusion a pu être faite avec le moulin de Launay qui se trouvait tout proche. Ce moulin qui était déjà en ruine à la suite d'un incendie dans les années 1800 pourrait correspondre. Le Grand Croc qui apparaît sur la carte de Cassini n'a rien à voir puisque c'est un lieu situé à quelques kilomètres à l'Est.

## Politique et administration

### Tendances politiques et résultats
| Scrutin             | Scrutin             | 1er tour | 1er tour | 1er tour | 1er tour | 1er tour | 1er tour | 1er tour | 1er tour | 1er tour | 1er tour | 1er tour | 1er tour | 2d tour | 2d tour | 2d tour | 2d tour | 2d tour | 2d tour |
| Scrutin             | Scrutin             | 1er      | 1er      | %        | 2e       | 2e       | %        | 3e       | 3e       | %        | 4e       | 4e       | %        | 1er     | 1er     | %       | 2e      | 2e      | %       |
| ------------------- | ------------------- | -------- | -------- | -------- | -------- | -------- | -------- | -------- | -------- | -------- | -------- | -------- | -------- | ------- | ------- | ------- | ------- | ------- | ------- |
| Présidentielle 2017 | Présidentielle 2017 |          | FN       | 31,03    |          | LR       | 25,11    |          | EM       | 16,08    |          | LFI      | 12,41    |         | FN      | 51,29   |         | EM      | 48,71   |
| Présidentielle 2022 | Présidentielle 2022 |          | RN       | 37,88    |          | LREM     | 22,19    |          | LFI      | 13,47    |          | LR       | 7,77     |         | RN      | 60,10   |         | LREM    | 39,90   |
| Législatives 2022   | 1er                 |          | RN       | 31,65    |          | LR       | 26,86    |          | RE-Ens   | 19,42    |          | PS-Nupes | 13,43    |         | RE      | 55,73   |         | PS      | 44,27   |
| Législatives 2024   | 1er                 |          | RN       | 59,00    |          | RE-Ens   | 28,35    |          | PS-NFP   | 11,30    |          | LO       | 1,34     |         | RN      | 60,53   |         | RE      | 39,47   |

### Liste des maires
| Période                                  | Période                       | Identité                        | Étiquette | Qualité                                                                                           |
| ---------------------------------------- | ----------------------------- | ------------------------------- | --------- | ------------------------------------------------------------------------------------------------- |
| Les données manquantes sont à compléter. |                               |                                 |           |                                                                                                   |
| 1901                                     |                               | M. Testard                      |           |                                                                                                   |
| 1906                                     |                               | M. Darchy                       |           |                                                                                                   |
| 21 mai 1922                              | 15 août 1937                  | Léon Lasne                      |           |                                                                                                   |
|                                          |                               | Philippe Toubeau de Maisonneuve |           |                                                                                                   |
| Les données manquantes sont à compléter. |                               |                                 |           |                                                                                                   |
| 2001                                     | 2008                          | Philippe Naudet                 |           |                                                                                                   |
| 2008                                     | En cours (au 15 juillet 2020) | Pascal Margerin                 | DVG       | Ancien cadre Vice-président de la CC Sauldre et Sologne (2014 → ) Réélu pour le mandat 2020-2026, |

### Politique environnementale
Dans son palmarès 2016, le Conseil National des Villes et Villages Fleuris de France a attribué une fleur à la commune au Concours des villes et villages fleuris.

## Démographie
L'évolution du nombre d'habitants est connue à travers les recensements de la population effectués dans la commune depuis 1793. Pour les communes de moins de 10 000 habitants, une enquête de recensement portant sur toute la population est réalisée tous les cinq ans, les populations de référence des années intermédiaires étant quant à elles estimées par interpolation ou extrapolation. Pour la commune, le premier recensement exhaustif entrant dans le cadre du nouveau dispositif a été réalisé en 2005.

En 2022, la commune comptait 1 002 habitants, en évolution de −4,48 % par rapport à 2016 (Cher : −2,48 %, France hors Mayotte : +2,11 %).
| 1793  | 1800  | 1806  | 1821  | 1831  | 1836  | 1841  | 1846  | 1851  |
| ----- | ----- | ----- | ----- | ----- | ----- | ----- | ----- | ----- |
| 1 158 | 1 158 | 1 332 | 1 163 | 1 219 | 1 314 | 1 234 | 1 314 | 1 359 |

| 1856  | 1861  | 1866  | 1872  | 1876  | 1881  | 1886  | 1891  | 1896  |
| ----- | ----- | ----- | ----- | ----- | ----- | ----- | ----- | ----- |
| 1 400 | 1 435 | 1 498 | 1 506 | 1 504 | 1 651 | 1 716 | 1 670 | 1 680 |

| 1901  | 1906  | 1911  | 1921  | 1926  | 1931  | 1936  | 1946  | 1954  |
| ----- | ----- | ----- | ----- | ----- | ----- | ----- | ----- | ----- |
| 1 725 | 1 735 | 1 669 | 1 449 | 1 426 | 1 446 | 1 410 | 1 234 | 1 122 |

| 1962  | 1968  | 1975 | 1982  | 1990 | 1999 | 2005  | 2006  | 2010  |
| ----- | ----- | ---- | ----- | ---- | ---- | ----- | ----- | ----- |
| 1 042 | 1 007 | 936  | 1 070 | 991  | 995  | 1 091 | 1 115 | 1 140 |

| 2015  | 2020  | 2022  | - | - | - | - | - | - |
| ----- | ----- | ----- | - | - | - | - | - | - |
| 1 064 | 1 008 | 1 002 | - | - | - | - | - | - |

## Économie
- Fabrique de pâte feuilletée société François ;
- Production européenne de volailles (groupe Doux) : 5 000 dindes sont abattues, désossées et conditionnées chaque jour ; maintenant, « Les volailles de Blancafort » ;
- Blanca-Graphic : vente d'appareils de numérotation.

## Culture locale et patrimoine

### Lieux et monuments
- Le musée de la Sorcellerie, situé à 11 km à l'est d'Aubigny-sur-Nère, installé sur 1 200 m2, dans les murs d'une vieille ferme, propose la découverte, pendant une heure environ, de l'univers imaginaire et historique des sorcières. Ce musée est devenu, avec plus de 30 000 entrées par an, un des lieux les plus fréquentés du Cher. Il est fermé depuis septembre 2016, faute de repreneur[29] ;
- Château de Blancafort, maison forte du XVe siècle, entièrement meublée et habitée. Édifiée au XVe siècle par les Boucard, sur l'emplacement d'une ancienne commanderie qui existait déjà au XIIe siècle[30], puis transformée au XVIIe siècle par la famille de Faucon, cette maison forte au bel appareillage de briques s'élève au bord de la Sauldre, dans un site enrichi par un jardin à la française. On y trouve du mobilier et des tapisseries du XVIIe et du XVIIIe siècle. L'ensemble fait l'objet d'une protection partielle au titre des Monuments Historiques, depuis une inscription à l'inventaire supplémentaire en 1926[31] ;
- Église Saints-Étienne-et-André, cette église du XVe siècle est dotée d'un clocher-porche. De plan trapézoïdal, évasé par devant et qui s'étrécit vers le haut, il est formé de quatre bigues ou poutres. Celui-ci s'élève à une quinzaine de mètres de haut et est couvert d'ardoise. Cette configuration forme une sorte de gueule ouverte où se trouverait la porte d'entrée de l'église. L'édifice est inscrit au titre des monuments historiques en 1926[32] ;
- Premier centre géographique de l'euro et monument de l'euro. Le 25 décembre 1998, l'IGN a annoncé officiellement que le centre des 11 pays ayant choisi l'euro était situé à Blancafort aux coordonnées du point : x= 618.952 y=2282.849 représenté par une borne géodésique. Étant donné que celui-ci se situe sur les terres de la ferme La Grande Roche, un monument a été édifié sur les bords du canal de la Sauldre pour symboliser le centre de la zone Euro. Le 1er janvier 2001, avec l'entrée de la Grèce dans la zone euro, c'est Montreuillon qui devint le centre géographique de la zone euro ;
- Canal de la Sauldre ;
- Château de l'Hospital-du-Fresne.

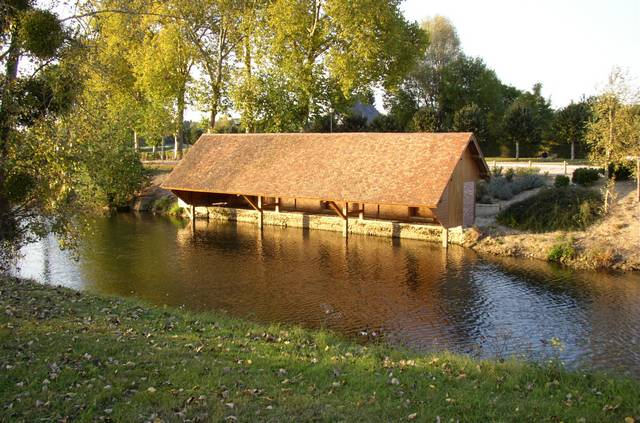
Le lavoir de Blancafort.
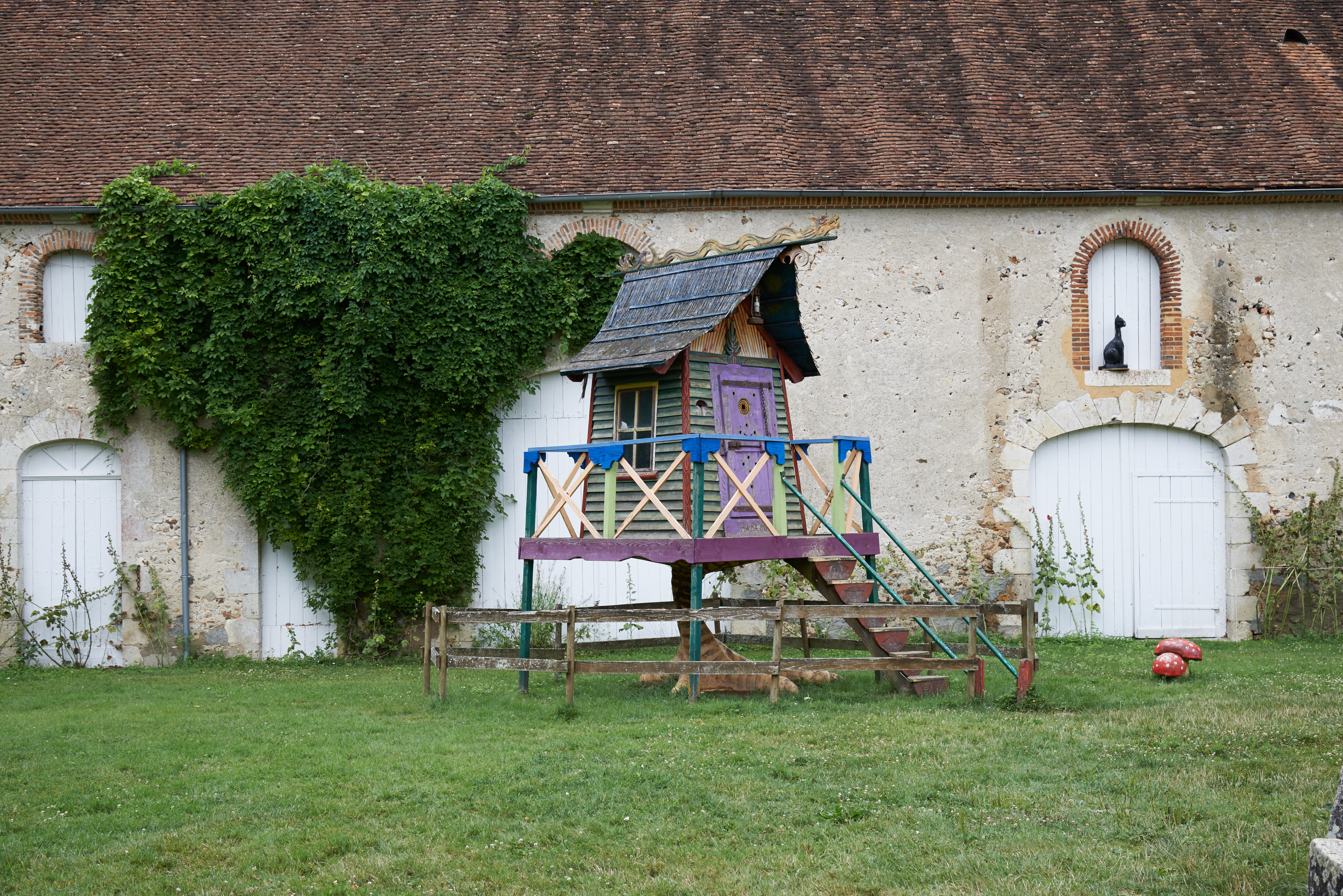
Musée de la Sorcellerie.

### Héraldique
| Blason de Blancafort | Blason  | Parti : au 1er d'azur aux onze besants d'or ordonnés 3, 3, 3 et 2, au 2e d'argent au cerisier de sinople fruité de gueules, au chef du même chargé d'une étoile de six rais d'or. |
| Blason de Blancafort | Détails | Le statut officiel du blason reste à déterminer. |
| Blason de Blancafort | Alias   | Parti : au 1er de gueules à une corne d'abondance au naturel, au 2e d'argent à un cerisier (ou un arbre) arraché au naturel, au chef d'azur chargé d'une étoile à six rais d'or.  |